# Perigrapha munda
Perigrapha munda (tên tiếng Anh: Twin-spotted Quaker) là một loài bướm đêm thuộc họ Noctuidae. Nó được tìm thấy ở châu Âu.

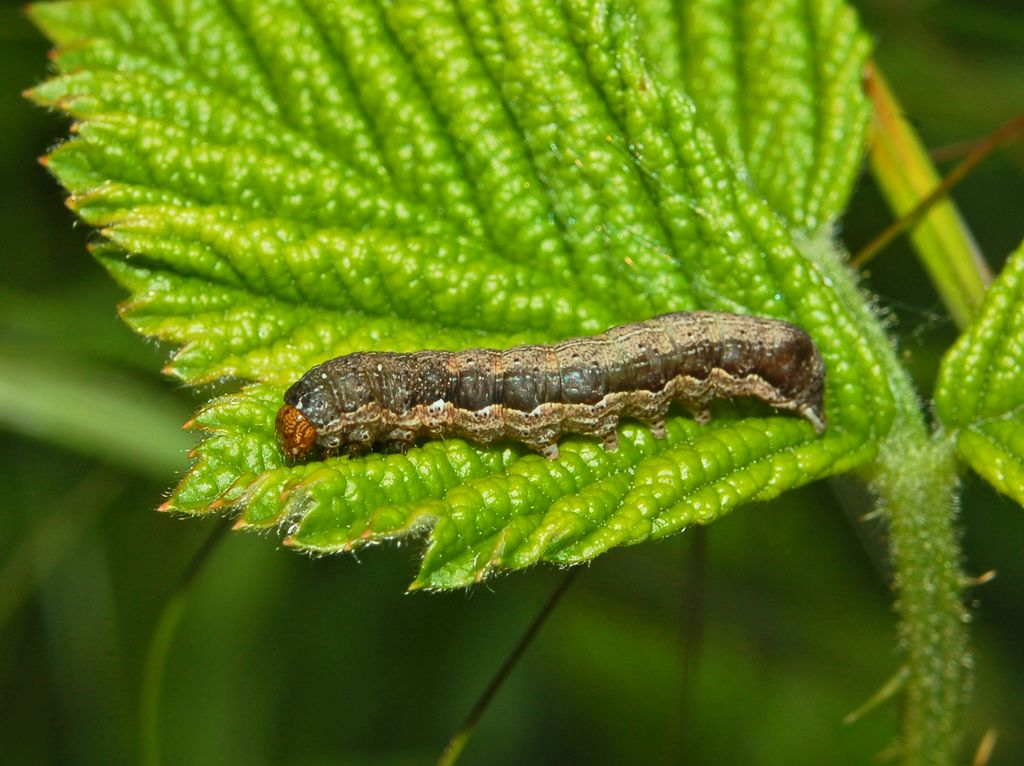
Ấu trùng - Lateral view

Sải cánh dài 38–44 mm. Con trưởng thành bay từ tháng 3 đến tháng 5 tùy theo địa điểm.

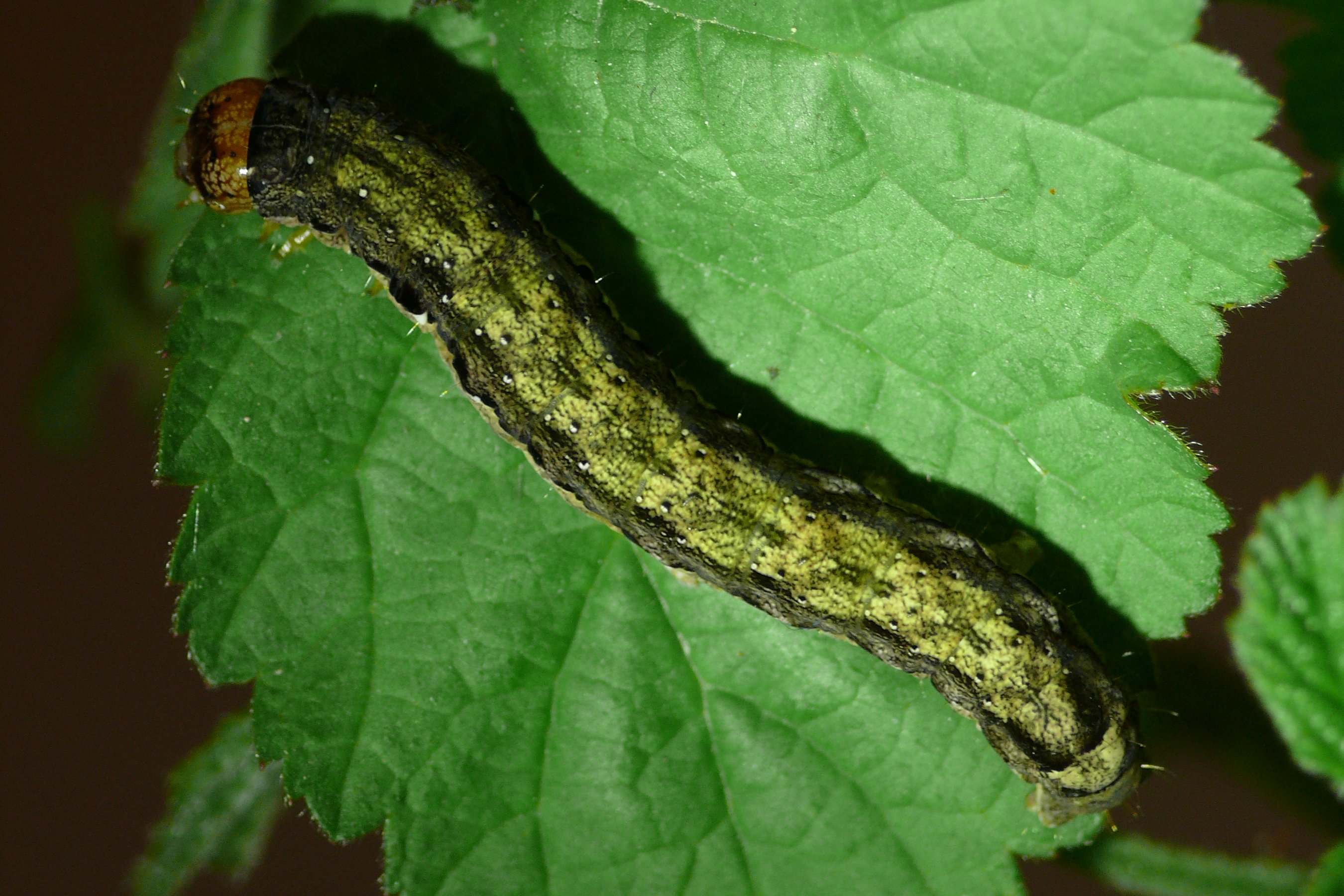
Ấu trùng

Ấu trùng ăn sồi, liễu, Populus tremula, Fraxinus excelsior, Acer campestre, Humulus lupulus và kim ngân.

## Hình ảnh

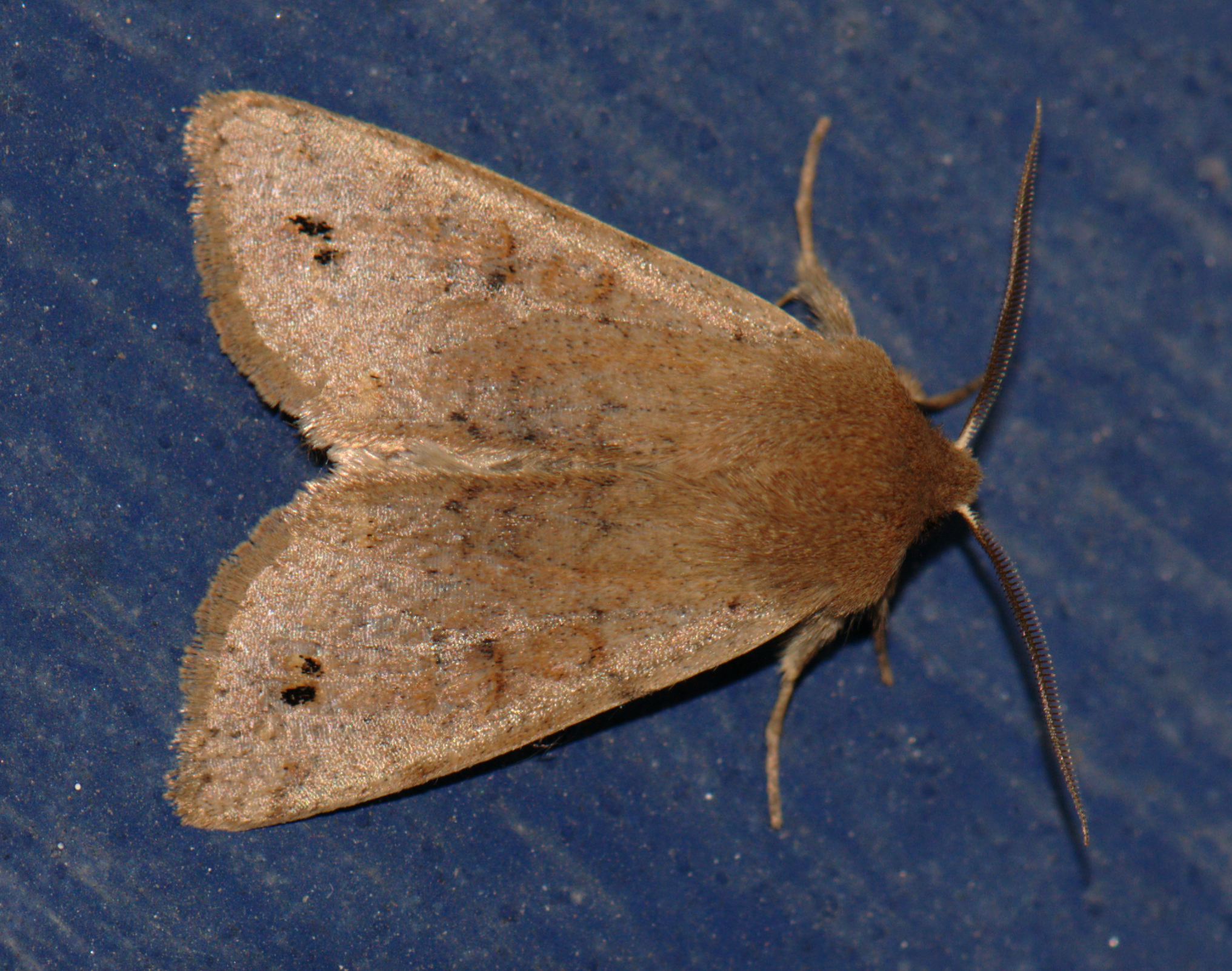
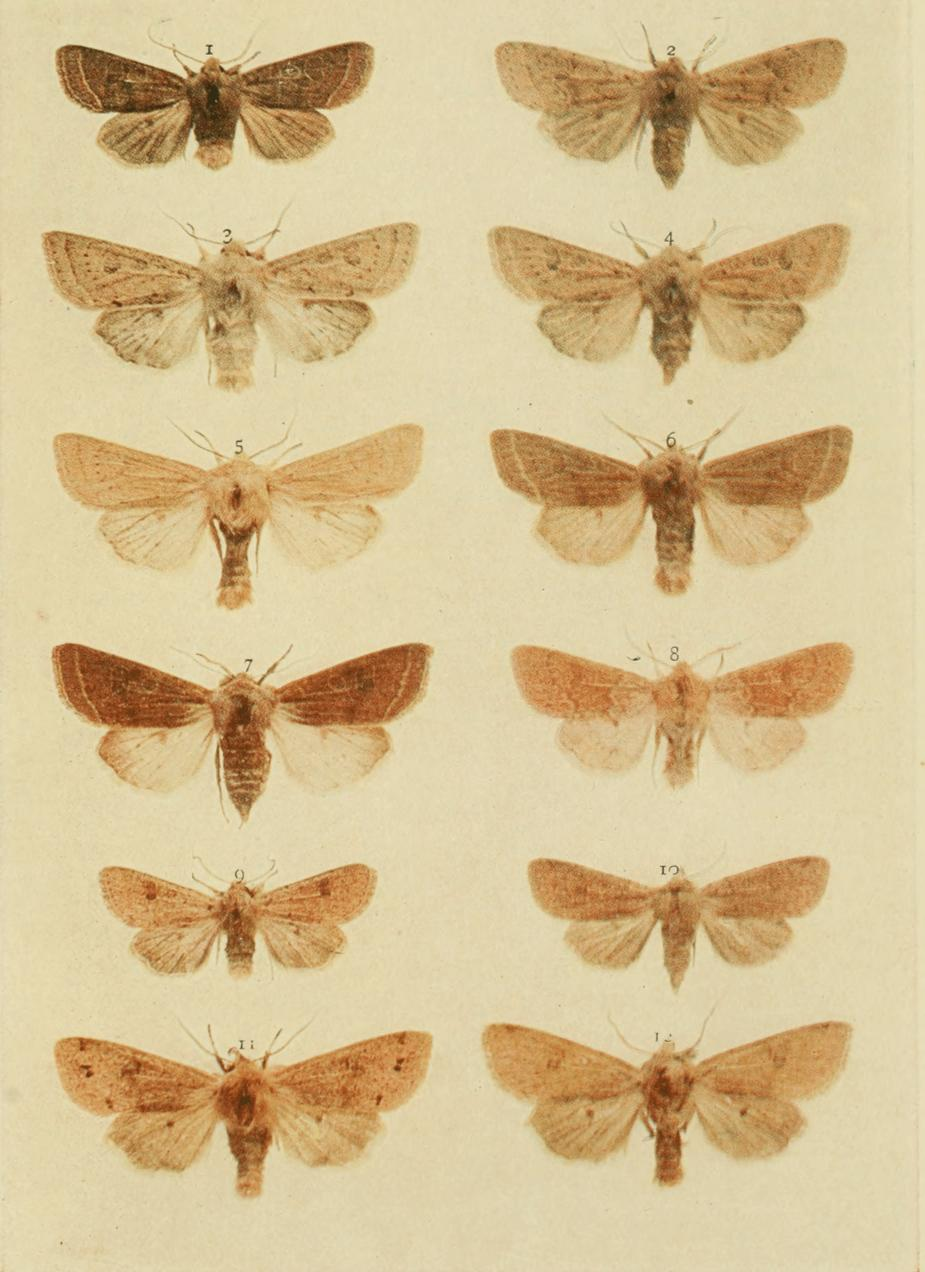
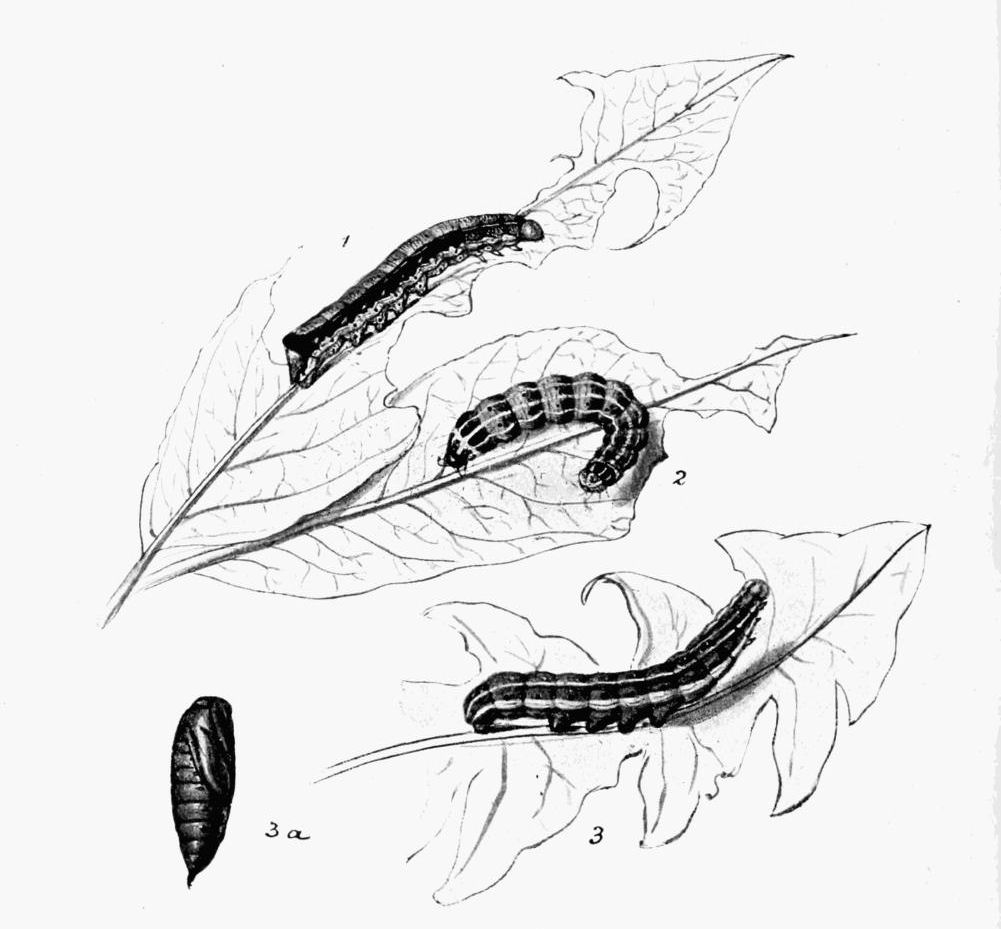
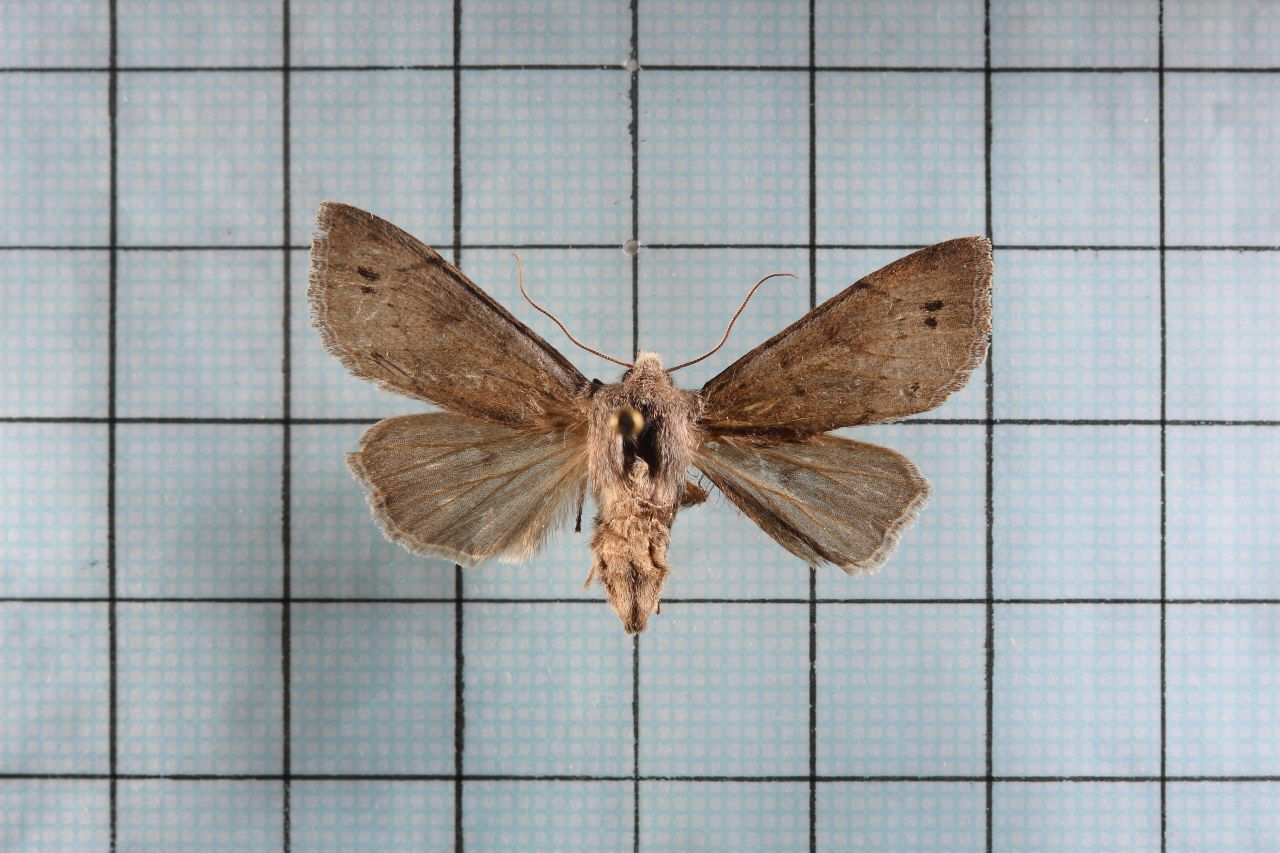